# Boije af Gennäs
Boije af Gennäs är en svensk och finländsk frälseätt, belagd sedan 1503, och introducerad på riddarhusen i Sverige, Finland och Estland. Gennäs ligger i Pojo i Nyland. Ätten fick friherrlig rang i Sverige, Finland och Livland, men alla friherrliga grenar är numera utslocknade. I Finland utslocknade den friherrliga grenen 1930. I Sverige introducerades den adliga ätten år 1634 som nr 16. På det Finska riddarhuset introducerades ätten 28 januari 1818 under nr 1 som den enda av de ursprungliga riddarätterna. Ätten fortlever även i Sverige.

## Ättens äldsta historia
Enligt äldre genealogier skulle ätten stamma från Böhmen. I Anreps ättartavlor uppges en Mattias Boije vara ättens äldste stamfader. Denne skulle enligt samma källa ha inkommit från Böhmen till Sverige under Kristofer av Bayern och till hustru ha haft en dotter till riksrådet Anders Claesson till Nynäs. Deras son skulle enligt Anrep ha varit Karl Mattsson till Dalkarlsby i Finland vars svärmoder skulle ha tillhört ätten Jägerhorn af Spurila. Bertil Boëthius anger denne som ättens äldste belagde stamfader och uppger att han var domare i östra Nyland 1421–1460. Sistnämnda makar uppges i Anrep ha varit föräldrar till Anders till Dalkarlsby. Boëthius uppger däremot att denne var deras sonsons son.
Denne Anders Boije uppges i modern forskning vara den förste av ätten som bevisligen använde namnet Boije och som skrev sig till Gennäs. Enligt Boëthius kom även Dalkarlsby till ättens ägo först i denna generation, genom Anders Boijes äktenskap med Brita Rötkersdotter till Dalkarlsby och Gännäs, dotter till Rötker Olofsson. Svärfadern skulle enligt Boëthius ha använt till sköldemärke tre ankarbojor, vilket skulle ha gett upphov till namnet Boije. I Anrep uppges att svärfaderns sköldemärke var Ulfstadsvapnet som bestod av tre åt höger stående spetsar.

## Förgreningar från Anders Boije
Anders Boije hade åtminstone två söner, slottsloven och häradshövdingen Erik Boije och riddaren och riksrådet Nils Boije. Erik Boijes släktgren slocknade på svärdssidan efter ett par generationer. Riksrådet Nils Andersson Boije till Dalkarlsby och Gennäs var gift med Brita Christiernsdotter som tillhörde ätten Horn af Kanckas och vars mor tillhörde ätten Sparre af Rossvik. Alla senare medlemmar av ätten härstammar från deras son lagmannen över Karelens lagsaga Mårten Boije af Gennäs, som till hustru hade en sondotter till Lars Olofsson Björnram i dennes första äktenskap, Hans Larsson Björnram och dennes hustru Anna Ollon. Denne hade emellertid en bror, riksrådet Göran Boije, som blev stamfader till en gren som introducerades på Estlands riddarhus som friherrar men denna gren slocknade 1850.
Mårten Boije af Gennäs och Margareta Björnram fick flera barn, men bara ett av dem förde ätten vidare på svärdssidan, överstelöjtnanten vid ett finländskt infanteri Carl Erik Boije af Gennäs (1588–1647). Han hade två hustrur, Beata Hansdotter Wachtmeister af Björkö och Anna Fleming, men fick bara barn i det första äktenskapet, med Anna Fleming vars mor var en Horn af Kanckas. Därifrån delades ätten i två grenar, äldre och yngre grenen.

## Äldre grenen Boije af Gennäs
Carl Erik Boije af Gennäs och Anna Flemings äldste son var överjägmästaren i Finland, Erik Boije af Gennäs (död 1668). Han var gift fyra gånger, med medlemmar av ätterna Stubbe, Koskull, Klingspor och Bure. Från dessa äktenskap fördes ätten vidare av söner i tredje äktenskapet. Den tredje hustrun, Maria Margareta Klingspor, var dotter till en major, Johan Gustaf Klingspor (1605–1636) och hennes mor var en Stiernfelt eller Grubbe i Peder Mattsson Stiernfelts andra äktenskap. I det äktenskapet föddes två söner som förde ätten vidare till samtiden, kapten Johan Gustaf Boije af Gennäs (1665–1737) och överste Anders Boije af Gennäs (1667–1724). Den senare av dessa blev stamfader till en gren som upphöjdes till friherrar.
Kaptenen Johan Gustaf Boije af Gennäs skrev sig till Ryd och Torneby i Östergötland. Hans hustru var friherrinnan Margareta Carlsdotter Sparre (död den 13 augusti 1720). Deras dotter, Catharina Maria Boije af Gennäs (1695–1785) gifte sig med Anders Boije af Gennäs (1694–1768), och deras ende son överstelöjtnanten Carl Gustaf var gift med grevinnan Charlotta Susanna Maria Dorotea Lewenhaupt vars mor också var en Lewenhaupt. Deras ende son överste Adam Ludvig (1730–1786) var gift med friherrinnan Hedvig Christina Boije af Gennäs (född 1731) vars mor var Christina Charlotta von Snoilsky (1700–1770), och ätten fortlevde på svärdssidan med endast en son, majoren Erik Gustaf som var gift två gånger och båda gångerna Boije af Gennäs. Från denna gren stammar den ännu fortlevande äldre, adliga ätten Boije af Gennäs.

### Friherrliga ätten Boije af Gennäs
En yngre son till Erik Boije af Gennäs och Maria Margareta Klingspor var översten vid Ingermanländska dragonerna Anders Boije af Gennäs. Hans hustru var friherrinnan von Liewen vars mor var en Kyle. Äldste sonen Erik Gustaf var gift med en medlem av ätten von Snoilsky vars mor var en von Beijer. Deras barn upphöjdes tillsammans med sin barnlöse farbror, Hans Henrik till friherrar på nummer 294, genom att han med kungligt tillstånd adopterade dem på sin friherrliga ätt. I Sverige utgick den friherrliga ätten år 1880.
Medlemmar av den friherrliga ätten introducerades på Finlands riddarhus på nummer 20, men utgick där 1948 på spinnsidan.

## Yngre grenen Boije af Gennäs
En yngre son till Erik Boije af Gennäs och Anna Fleming var amirallöjtnanten Christer Boije af Gennäs som skrev sig till Isnäs och Ekenäs. Han var gift två gånger, och ätten fortlevde med söner ur andra äktenskapet med en Christina Berg från Livland. En gren av denna ätt introducerades på Finlands riddarhus som adlig ätt nr 16 som, enligt Finlands riddarhus, är den enda av de ursprungliga riddarätterna. Den fortlever där.
Den i Sverige fortlevande yngre grenen härstammar från Göran Boije af Gennäs och dennes hustru Althea Gyldenbring, vars mor var en Edenberg nr 617. Deras son majoren Anders Boije af Gennäs var gift med en släkting Boije af Gennäs, vars mor var friherrinna Sparre.

## Medlemmar
- Nils Andersson Boije (död 1568), militär och ämbetsman
- Hans Boije af Gennäs (död 1573), militär
- Göran Boije (död 1617), militär och ämbetsman
- Anders Boije (1668–1727), militär
- Carl Gustaf Boije (1697–1769), militär och politiker
- Erich Gustaf Boije (1702–1751), politiker och hovjägmästare
- Hans Henrik Boije (1716–1781), landshövding, politiker, friherre
- Adam Ludvig Boije (1730–1786), militär
- Erik Gustaf Johansson Boije (1763–1815), militär och landshövding
- Johan Ludvig Johansson Boije (1768–1841), jurist, politiker, friherre
- Gustaf Boije (1769–1836), militär, friherre
- Fredrik Boije (1773–1857), militär, tecknare och författare
- Wilhelmina Boije (1818–1873), finländsk pianist
- Betty Boije (1822–1854), finländsk operasångerska och tonsättare
- Constantin Boije af Gennäs (1854–1934), finländsk godsägare och missionär
- Margaretha Boije af Gennäs (1913–2003), skådespelare
- Louise Boije af Gennäs (född 1961), författare, journalist och manusförfattare vid TV